# Lubelska Wytwórnia Samolotów
Lubelska Wytwórnia Samolotów (LWS) war der älteste Flugzeughersteller in Polen. Gegründet wurde er 1920 als Luftfahrtabteilung des bereits seit 1864 existierenden Unternehmens „Zaklady Mechaniczne E. Plage i T. Laśkiewicz“.

## Geschichte

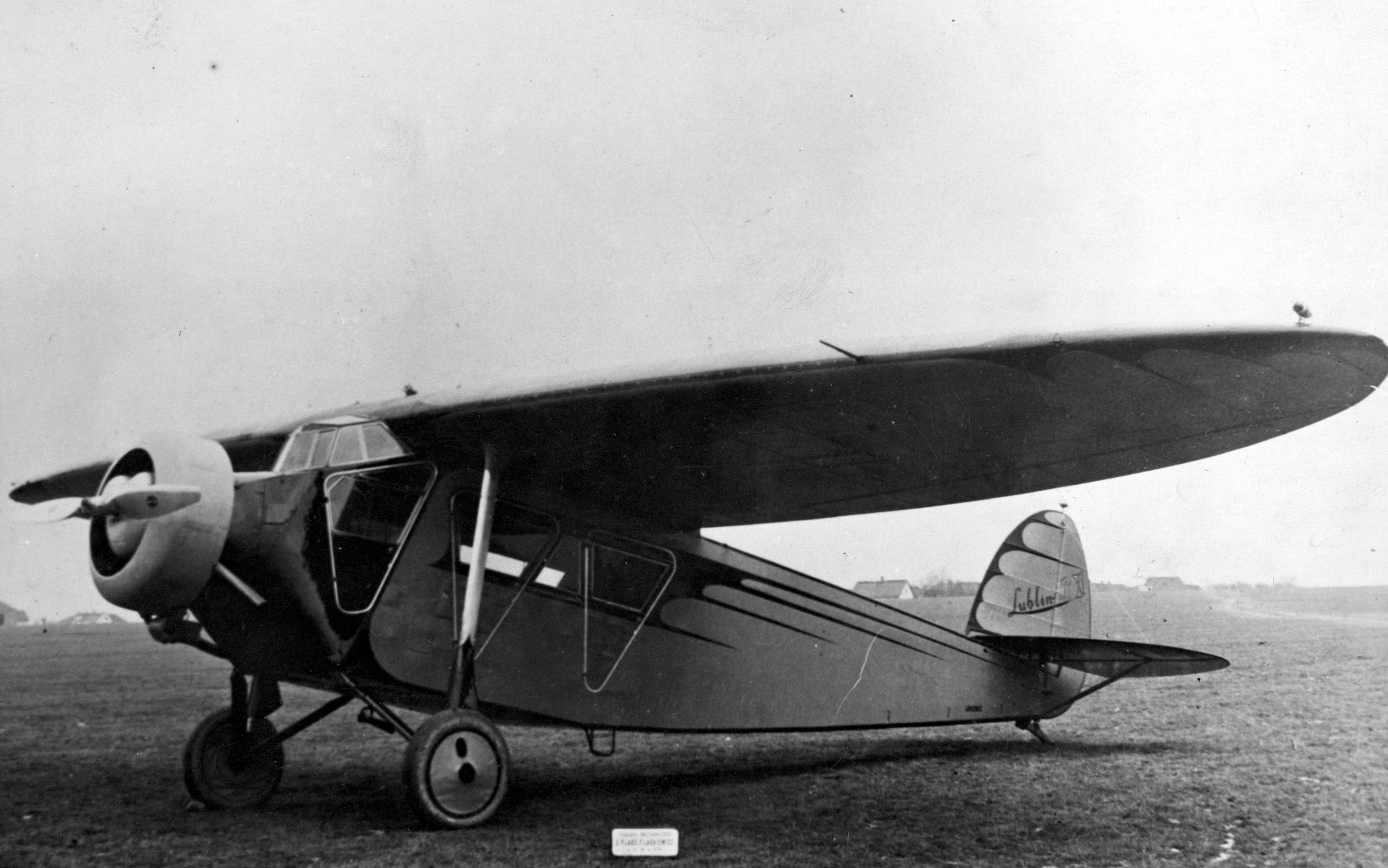
Lublin R-XI, 1930/31

Man begann mit Lizenzbauten von italienischen Ansaldo-, französischen Potez- sowie niederländischen Fokkerflugzeugen. Erster eigener Typ war ein auf der Fokker F.VIIB-3m basierender Typ, der in 21 Exemplaren gebaut und ab 1930 bei der polnischen Luftwaffe eingesetzt wurde. Offizielle Bezeichnung der Flugzeuge dieser Zeit war Plage & Laśkiewicz; da dieser Name jedoch von ausländischen Interessenten als schwierig empfunden wurde, ersetzte man ihn häufig durch Lublin, den Firmenstandort. Wichtigster gebauter Typ der ersten Hälfte der 1930er Jahre war das Aufklärungs- und Verbindungsflugzeug R-XIII, von dem über 200 Stück produziert wurden und die teilweise noch beim Überfall auf Polen im Einsatz standen.
Im Herbst 1935 meldete die Firma Konkurs an und wurde unter der Bezeichnung LWS verstaatlicht. Bis zum Kriegsbeginn wurden zum Beispiel der Aufklärer LWS-3 Mewa sowie der Bomber LWS-4 Żubr entwickelt. Die Firma übernahm auch die Teilproduktion des Aufklärers RWD-14 Czapla.
Insgesamt produzierte LWS von 1920 bis 1939 etwa 740 Flugzeuge.
Während des Zweiten Weltkriegs entstand auf Teilen des Fabrikgeländes das Arbeitslager am Flugplatz in Lublin, in dem vorwiegend aus dem KZ Majdanek stammende Juden die Habseligkeiten ihrer vergasten Mithäftlinge aus den Vernichtungslagern Belzec, Majdanek, Treblinka und Sobibor als NS-Zwangsarbeiter lagern, sortieren, säubern, desinfizieren und verpacken mussten.

## Konstruktionen
bis 1935
- R-VIII: Doppeldecker-Aufklärungsflugzeug (1928), kleine Serie
- R-X: Hochdecker-Verbindungsflugzeug (1929), kleine Serie
- R-IX: Doppeldecker-Passagierflugzeug (1929), nur Prototyp
- R-XIV: Hochdecker-Schulflugzeug (1930), 15 Stück gebaut
- R-XI: Schulterdecker-Passagierflugzeug (1930), nur Prototyp
- R-XV: Hochdecker-Aufklärungsflugzeug, nur Projekt
- R-XXII: Doppeldecker-Küstenaufklärer, nur Projekt
- R-XIII: Hochdecker-Mehrzweckflugzeug (1931), 273 Stück gebaut
- R-XVI: Schultderdecker-Sanitätsflugzeug (1932), kleine Serie
- R-XIX: Experimental-Hochdecker mi V-Leitwerk (1933), nur Prototyp
- R-XXIII: Zivilausführung der R-XIII, ein Exemplar gebaut

ab 1935
- LWS-2: Hochdecker-Sanitätsflugzeug (1937), nur Prototyp
- LWS-3: Hochdecker-Aufklärungsflugzeug (1937), kleine Serie
- LWS-4: Schulterdecker-Bombenflugzeug (1936), 17 Stück gebaut
- LWS-5: Schwimmerversion der LWS-4, nur Projekt